# Vasile Tarlev

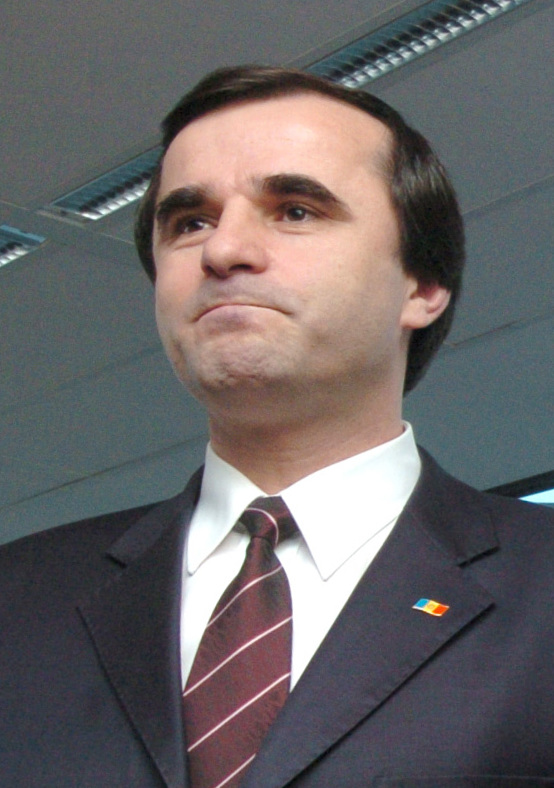
Vasile Tarlev (2004)

Vasile Petru Tarlev (russisch Василий Павлович Тарлев; * 6. Oktober 1963 in Bașcalia) ist ein moldauischer Politiker bulgarischer Abstammung und war von 2001 bis 2008 Regierungschef der Republik Moldau.
In seiner Studienzeit widmete Tarlev sich dem Ingenieurwesen und schloss mit dem akademischen Grad Diplom-Ingenieur ab. Er wurde Mitglied der Kommunistischen Partei (PCRM) und erhielt einen Sitz im neugebildeten Parlament. Am 15. April 2001 kandidierte er bei der ersten Parlamentswahl und wurde mit 75 von 101 Stimmen vom Parlament zum Prim-ministru (Regierungschef) gewählt. Das Ergebnis wurde am 19. April bei einer zweiten Wahl bestätigt. Es war das erste Mal seit 1990, dass die Kommunisten eine Parlamentswahl gewonnen haben.
Nach den Parlamentswahlen 2005 wurde Vasile Tarlev erneut in seinem Amt bestätigt. Am 20. März 2008 trat er von seinem Amt zurück. Staatspräsident Vladimir Voronin hatte zuvor Druck auf Tarlev ausgeübt, um ihn zu diesem Schritt zu bewegen. Voronin sagte, er wolle „neue Kräfte“ an die Macht lassen. Das Parlament stimmte am 20. März seinem Rücktritt zu und als Nachfolgerin schlug Voronin die bisherige Vizeregierungschefin Zinaida Greceanîi vor. Sie wurde am 31. März 2008 vom moldauischen Parlament bestätigt. Bis 2017 war Tarlev der einzige Premierminister, der zwei Amtszeiten in Folge gewann.
Tarlev verließ in der Folge die regierenden Kommunisten und stieß zur Uniunea Centristă din Moldova (Abk. UCM; deutsch Zentrumsunion Moldaus), zu deren Vorsitzendem er im September 2008 gewählt wurde. Bei den Wahlen im April 2009 verpasste die UCM mit knapp 2,8 % der Stimmen klar den Einzug ins Parlament. Bei den vorgezogenen Neuwahlen im Juli 2009 treten die Kandidaten der UCM auf der Liste der Partidul Social Democrat (PSD; Sozialdemokratische Partei) an. Tarlev belegt den zweiten Listenplatz nach dem PSD-Vorsitzenden Dumitru Braghiș. Später im selben Jahr verließ er die Partei und zog sich aus der Politik zurück.
2012 kehrte Tarlev in die Politik zurück, indem er zum Co-Vorsitzenden der Partei "Partidul Renastere" gewählt wurde. Bei den Parlamentswahlen 2014 kandidierte er auch, aber seine Partei konnte nicht genügend Stimmen für den Einzug in das Parlament erhalten. Bei den Präsidentschaftswahlen 2024 wollte Tarlev zunächst als unabhängiger Kandidat antreten. Nachdem die Zentrale Wahlkommission seinen Antrag abgelehnt hatte, wurde er von der von ihm geführten Partei "Viitorul Moldovei" nominiert.